# 孙建博
孙建博（1959年—），山东昌乐人，汉族，中华人民共和国政治人物。

## 生平
毕业于山东省委党校经济管理专业。加入中国共产党。2013年，担任全国人大代表。2018年2月24日，当选为第十三届全国人大代表。